# كنزا ربا

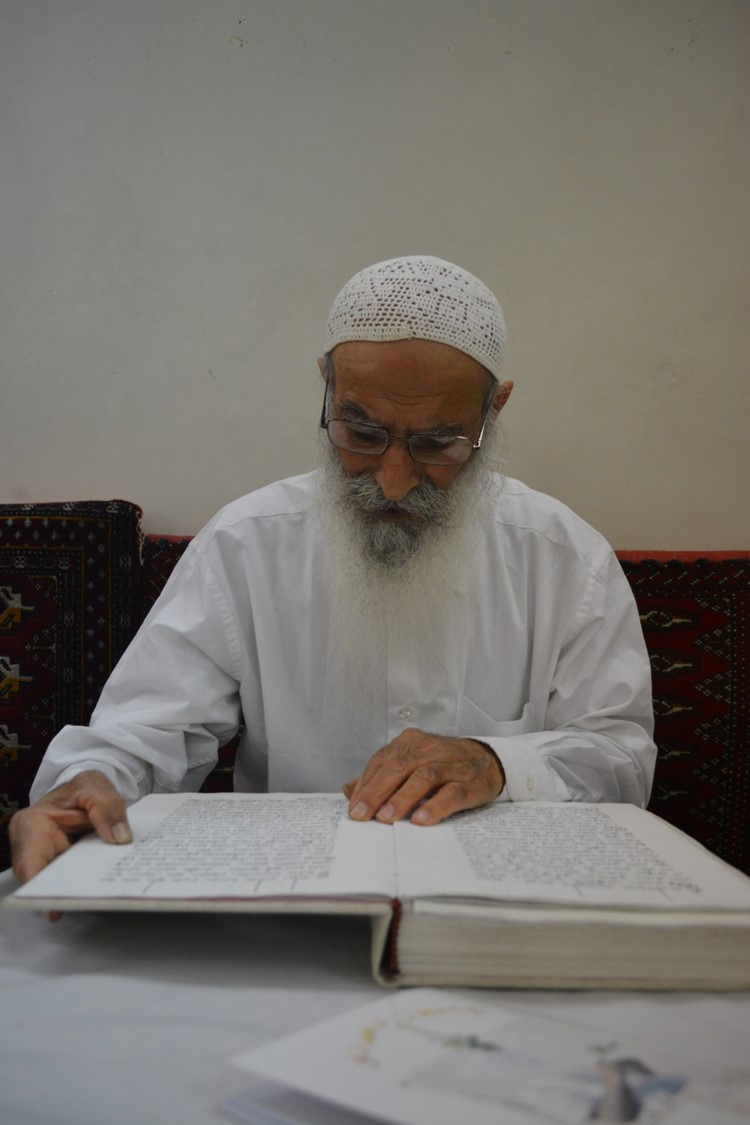
كاهن مندائي يقرأ كنزا شمالا في الأهواز.

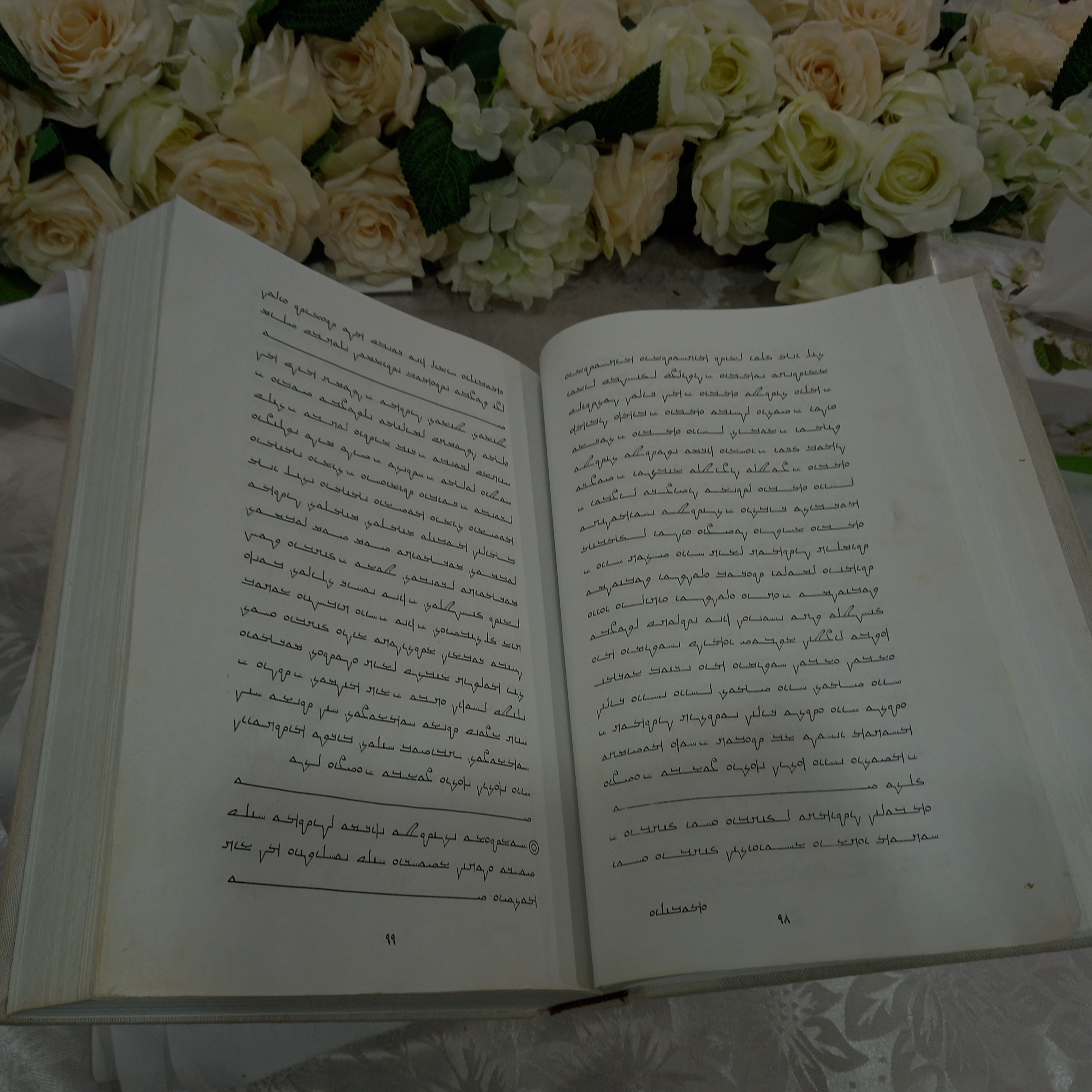
كنزا ربا (النسخة المباركية) على منبر الماندا.

كنزا ربّا (أي الكنز العظيم)، المعروف سابقًا باسم السفر الناصورائي، هو أطول وأعظم النصوص المقدسة المندائية. يتكون كنزا ربا من قسمين: كنزا يمينا وكنزا شمالا. يتكون كنزا يمينا من ثمانية عشر مقطعًا، ويغطي مجموعة متنوعة من الأفكار والمواضيع، في حين تُركّز المقالات الثلاث التي يتكون منها كنزا شمالا على مصير الروح بعد الموت. ويشار أحيانًا إلى كنزا شمالا باسم كتاب آدم.

## اللغة والتأريخ والتأليف
كُتب النص باللغة المندائية القديمة إحدى اللغات الآرامية الشرقية المكتوبة بالخط المندائي الذي يشبه الخط السرياني. زمن تأليفه غير معروف، وتأريخه محل نقاش، مع تقديرات تتراوح بين القرن الأول والثالث الميلاديين. يُعد تحديد التاريخ وزمن التأليف أمرًا معقدًا نظرًا للتاريخ المتأخر لأقدم مخطوطاته، بالإضافة إلى احتمالية التناقل الشفهي للنصوص الدينية المندائية قبل أن يتم كتابتها، وأن استنتاج تاريخ بعض المقالات أو إحداها في كنزا شمالا أو كنزا يمينا لا يعني تعميمه على باقي نص كنزا ربا.:20

### فرضيات القرن الثالث الميلادي
كانت إحدى الفرضيات القوية حول تحديد تاريخ النص تلك التي قدمها الباحث السويدي تورغني سيف-سوديربيرغ في سنة 1949م هي أن مزامير توما المانوية القبطية التي يعود تاريخها إلى القرن الثالث الميلادي، اعتمدت على كنزا شمالا، إلا أن بعد البحث والتقييم حديثًا، وُجد أن كلا المصدرين استمدا مادتهما المشتركة من مصدر مشترك، ربما من أشعار كتبها الألكسيون.:76–78
هناك فرضية أخرى أكثر شيوعًا حول إرجاع تاريخ كنزا ربا إلى القرن الثالث الميلادي أو ما قبله، ذكرها رودولف ماكوتش سنة 1965م في مقالة له، تتعلق بنصّ يقول أن شخصية تدعى زازاي الجوزاتي نسخ نصوصًا مندائية مهمة قبل الفتح الإسلامي للعراق بنحو 368 سنة؛ أي نحو سنة 272م.:4:89 ولكن هناك عدد من مشاكل بخصوص هذه الفرضية. أولها، أن هذا النص ورد في بيانات نسخ مخطوطة واحدة فقط. ثانيها، لم يحدد النص على وجه التحديد ما إذا كانت فترة الـ 368 سنة تلك، كانت تحديدًا قبل سنة 640م، وهي سنة الفتح، ولكن تبين أن العبارة في النص المندائي كانت عامة دون تحديد السنة الهجرية التي أحصى زمن الكتابة قبلها. ثالثها، أن الرقم 368 نفسه ربما كان مُخترعًا، حيث لم يستند إلى حسابات موثوقة (فلكية مثلًا)، أو ما إلى ذلك.:8–14

### سياق العصر الإسلامي
من المؤكد أن الصياغة الحالية والتجميع النهائي لكنزا ربا قد تم في العصر الإسلامي، نظرًا لاحتوائه على إشارات عديدة إلى النبي محمد والفتوحات الإسلامية وما يتصل بذلك. على سبيل المثال، تشير المقالة الأولى في كنزا يمينا إلى النبي محمد باسم "أحمد" (الاسم الشائع للنبي محمد في الأدب المندائي) باعتباره ابن ساحر اسمه بزباط. كما تزعم المقالة الثانية من كنزا يمينا أن الإيمان سوف يختفي من العالم بعد مجيء النبي العربي محمد. استخدمت المقالة السابعة في كنزا يمينا الاسم يحيى بدلًا من الاسم يوحنا، وهو الاسم الذي يُذكر به يوحنا في القرآن.:55–56 ذكرت المقالة التاسعة في كنزا يمينا أن "عبد الله" العربي (محمد) أعطاه "رُحبا" "الكتاب والخطاب" الذي يُجمّع حوله العباد، ويستولي على العالم وينهبه. وتشير المقالة الثامنة عشر من كنزا يمينا إلى أنه بعد ملوك الفرس سيكون هناك ملوك عرب. وسيحكمون إحدى وسبعين سنة. ربما تم تأليف كتاب كنزا ربا، على الأقل جزئيًا، كرد فعل على الفتوحات العربية، إلى جانب نصوص أخرى من الأدب المندائي مثل سفر يوحنا المندائي، حيث تُظهر دراسة بيانات نسخ كنزا ربا إلى نشأة النص في النصف الثاني من القرن السابع الميلادي.

## بنية النص
ينقسم كنزا ربا إلى قسمين - كنزا يمينا الذي يحتوي على 18 مقالة؛ وكنزا شمالا الذي يحتوي على ثلاث مقالات. تحتوي مخطوطات كنزا ربا عادة على نص كنزا يمينا في أحد الجانبين، وعلى الجانب الآخر رأسًا على عقب نص كنزا شمالا المعروف أيضًا باسم "كتاب الموتى". يحتوي كنزا يمينا على أقسام تتناول اللاهوت، والخلق، والأخلاق، والروايات التاريخية والأسطورية؛ وتشير خواتيم النسخ الستة الخاصة بها إلى أنها نُقّحت لآخر مرة في أوائل العصر الإسلامي. يتناول كنزا شمالا مسألة مصير روح الإنسان في الحياة الآخرة؛ وتشير خواتيم النسخ الخاصة بها إلى أنها نُقّحت للمرة الأخيرة قبل مئات السنين من العصر الإسلامي. هناك اختلافات بين نسخ المخطوطات في ترتيب الفصول وفي المحتوى النصي أيضًا.

## المحتوى
يحتوي كنزا ربا على مجموعة من التعاليم الشفهية والنصوص المكتوبة، تتناول مجموعة واسعة من المواضيع، بما في ذلك الطقوس والتراتيل، والنصوص اللاهوتية، والنصوص التعليمية، بالإضافة إلى الشعر الديني والعلماني.

## المخطوطات
هناك عدة مخطوطات لكنزا ربا. اثنان منها محفوظتان في مكتبة بودلي في أكسفورد، وثلاثة في المكتبة البريطانية في لندن، وأربعة في المكتبة الوطنية الفرنسية في باريس، والبعض الآخر ملكيات خاصة. يبدو أن جميع مخطوطات كنزا ربا الباقية منسوخة من بضع النسخ التي كُتبت حوالي سنة 1500م.
- مخطوطات مكتبة بودلي
  - المخطوطة DC 22 (نسخها رام زهرون سنة 1831م)
  - مخطوطة هنتنغتون 6 (نسخها آدم باراش سنة 1615م)
- مخطوطات المكتبة البريطانية
  - المخطوطة 23,599 (نسختها كاهنات خلال القرن الثامن عشر الميلادي)
  - المخطوطة 23,600 (نسخها يحيى بهرام بار آدم، من عشائر ماندويا وكوما، حوالي سنة 1735-1736م)
  - المخطوطة 23,601 (نسخها آدم يوحنا بار سام سنة 1824م)
- مخطوطات المكتبة الوطنية الفرنسية
  - المخطوطة ِA (نسخها رام بختيار سنة 1560م)
  - المخطوطة B (نسخها بختيار بلبل سنة 1632م؛ وتسمى أيضًا "نسخة نوربيرج")
  - المخطوطة C (نسخها يحيى آدم سنة 1680م)
  - المخطوطة D (نسخها يحيى بهرام في أوائل القرن الثامن عشر الميلادي)

استخدم ليدزبارسكي مخطوطات باريس لإنجاز ترجمته للألمانية سنة 1925م، كما اطلع أيضًا على مخطوطات أخرى كانت محفوظة في لايدن (مخطوطة كاملة) وميونخ (مخطوطة جزئية). عثر جورون جاكوبسن باكلي أيضًا على مخطوطات كنزا ربا في المقتنيات الخاصة لبعض المندائيين في الولايات المتحدة، اثنان منها في سان دييغو بولاية كاليفورنيا، تعود ملكيتهما إلى لميعة عباس عمارة منسوخة من الأصل الأولى نسخها مهاتم زهرون (دخيل عيدان) سنة 1935م، والأخرى نسخها آدم (والد دخيل عيدان) سنة 1886م.:54 هناك مخطوطة أخرى في فلاشينغ بولاية نيويورك، من مقتنيات ناصر الصُبّي (1924–2018)، نسخها آدم زهرون سنة 1928م. بالإضافة إلى مخطوطة في ليك غروف يمتلكها مأمون الدليمي، أهداها له الشيخ عبد الله بن الشيخ نجم بار زهرون، ونسخها يحيى رام زهرون سنة 1940. أما النسخة التي استخدمها كارلوس غيلبرت لترجمة كنزا ربا للإنجليزية سنة 2011م، فكانت لمهاتم يوحنا. كما استخدم غيلبرت مخطوطة أخرى من الأهواز يمتلكها عبد الله خفاجي حفيد رام زهرون لإنجاز ترجمته.
تشمل الإصدارات المطبوعة من غينزا باللغة المندائية ما يلي:
- نسخة نوربيرج (المندائية): نشرها ماتياس نوربيرج باللغة المندائية سنة 1816م، من المخطوطة B الباريسية. وأعيد نشرها من قبل مطبعة جورجياس سنة 2007م.[18]
- نسخة بيترمان (المندائية): في سنة 1867م، نشر يوليوس هاينريش بيترمان نسخة بالمندائية والسريانية لكنزا ربا.[19] اعتمد بيترمان في عمله على مخطوطات باريس الأربع، وخاصة المخطوطة A. طُبع من هذا الإصدار 100 نسخة فقط، احتفظ بيترمان بـ 13 منها لنفسه.[11] أُعيد نشر مجموعة من ثلاثة مجلدات من أعمال بيترمان بواسطة مطبعة جورجياس سنة 2007م.[20][21][22][23]
- النسخة المباركية (المندائية، أيضًا بالخط الروماني): نسخة كاملة بالخط المندائي المطبوع، اعتمدت على مخطوطة مهاتم زهرون من العراق (المنسوخة سنة 1898م)، التي نشرها لأول مرة ماجد فندي المباركي وهيثم مهدي سعيد (المعروف أيضًا باسم بريخا ناصورايا)، وبريان المباركي في سيدني، أستراليا في مارس 1998م أثناء احتفال الباروانايا.[24] استرشد ناشرو هذا الإصدار أيضًا بنسختين أخريين لكنزا ربا، وهما النسخة التي نسخها رام زهرون في تستر سنة 1843م، والأخرى التي نسخها سام بار زهرون الذي ينتمي لعشائر ماندويا وكوما.[8]:73 وفي سنة 1998م أيضًا، أصدر ماجد فندي المباركي وبريان المباركي ترجمة لكنزا ربا بالرومانية.[25][26] في الوقت الحاضر، هناك طبعتان منشورتان باللغة المندائية لكنزا ربا نشرهما المندائيون أنفسهم. في سنة 2004م، أصدر بريان المباركي وماجد فندي المباركي فهرس أبجدي لمواضيع كنزا ربا.[27]
- نسخة جيلبرت (المندائية، بالخط العربي؛ من نسخة مهاتم يوحنا): نسخ كارلوس غيلبرت مخطوطة مهاتم يوحنا الأهوازية كاملة بالخط العربي سنة 2021م، وهي تحتوي على ترجمة عربية جنبًا إلى جنب مع النص المندائي.[28]
- نسخة السبتي (المندائية): في سنة 2022م، نشر رافد السبتي نسخة مندائية مطبوعة من كنزا ربا بناءً على مقارنة بين 22 مخطوطة.[29] احتوت تلك النسخة على 157 فصلًا في 602 صفحة، و111,684 كلمة، و560,825 حرفًا.[30]

## الترجمات
تشمل الترجمات البارزة والإصدارات المطبوعة من كنزا ربا ما يلي:
- نسخة نوربيرج (اللاتينية، 1816م): بين سنتي 1815م-1816م، نشر ماتياس نوربيرج ترجمة لاتينية لكتاب كنزا ربا في 3 مجلدات، مصحوبة بالنص المندائي الأصلي جنبًا إلى جنب مع الترجمة اللاتينية، استنادًا على المخطوطة B الباريسية.[1]
- نسخة ليدزبارسكي (الألمانية، 1925): في سنة 1925م، نشر مارك ليدزبارسكي ترجمة ألمانية[31] لنسخة كنزا ربا الخاصة بيوليوس هاينريش بيترمان التي اعتمد بيترمان فيها على مخطوطات باريس الأربع. أضاف ليدزبارسكي أيضًا إلى ترجمته بعض النصوص من النسخة الموجودة في لايدن.
- نسخة بغداد (العربية، مختصرة، 2001م): نسخة عربية من كنزا ربا، تشبه نسخة السعدي (الدرابشة)، نُشرت لأول مرة في بغداد سنة 2001م.[32]
- نسخة السعدي (الدرابشة) (الإنجليزية، مختصرة، 2012م): تُرجمت برعاية رسمية من القادة الروحانيين المندائيين د. قيس السعدي ود. حامد السعدي سنة 2012م. ثم صدرت منه طبعة ثانية في ألمانيا سنة 2019م. أقر هذه الترجمة الريشاما صلاح الشحيلي (صلاح جبار طاووس) وستار جبار الحلو لاستخدامها من قبل المجتمع المندائي استنادًا على الترجمة العربية لكنزا ربا الصادرة في بغداد.[33][34][35] ومع ذلك، انتقدت تلك النسخة لإفراطها في الاختصار وإعادة الصياغة.[36]
- نسخة غيلبرت (الإنجليزية، 2011م؛ العربية، 2021م): نُشرت أول ترجمة إنجليزية كاملة لكتاب كنزا ربا بواسطة كارلوس غيلبرت سنة 2011م، بالتعاون مع مارك ج. لوفتس ومحررين آخرين.[15] اعتمد في معظمها على نسخة مهاتم يوحنا الإيرانية (التي نُسخت في أواخر التسعينيات، ونُشرت سنة 2004م تحت إشراف مهاتم يوحنا، الكنزبرا أو رئيس كهنة المجلس المندائي في الأهواز في إيران)، وأيضًا على ترجمة مارك ليدزبارسكي الألمانية الصادرة سنة 1925م.[37] تُعد طبعة غيلبرت الترجمة الكاملة الوحيدة بالإنجليزية لكنزا ربا، وهي تحتوي على تعليق تفصيلي، مع حواشي سفلية واسعة النطاق ومع إضافة العديد من العبارات المندائية الأصلية إلى النص. كما نشر غيلبرت ترجمة عربية لكنزا ربا سنة 2021م، تحتوي أيضًا على النص المندائي الأصلي مكتوبًا بالخط العربي.[28]
- نسخة هابرل (2022م): ترجمة لفصل الملوك، الفصل الأخير من كنزا يمينا.[38]
- نسخة الشحيلي (الفارسية، 2021م): ترجمها إلى اللغة الفارسية سالم الشحيلي.[39]

## وصلات خارجية
- German translation (1925) by Mark Lidzbarski at the أرشيف الإنترنت (Commons file)
- Roman transliteration of the Ginza Rba by Majid Fandi Al-Mubaraki and Brian Mubaraki (1998)
- Volumes 1 and 2 and Volume 3 of Codex Nasaraeus: liber Adami appellatus, syriace transscriptus ... latineque redditus (an 1815 edition in Syriac transcription, with Latin translation, by نوربرج)

شبكة المعرفة المندائية
- Ginza Rabba (Mandaic text from the Mandaean Network)
- Ginza Rabba (Mandaic text from the Mandaean Network)
- Ginza Rabba concordance (Mandaic text from the Mandaean Network)

كنزا ربا بيترمان
- Petermann edition of the Ginza Rabba (4 versions of volume 1; 2 versions of volume 2)
- Petermann Ginza (Mandaic script) (Google Books)
- Petermann Ginza (Syriac script, Vienna copy) (Google Books)
- Petermann Ginza (Syriac script, Munich copy) (Google Books)

المخطوطات الباريسية
- Code Sabéen 1 (Paris Ms. A) from Wikimedia Commons
- Code Sabéen 4 (Paris Ms. D) from Wikimedia Commons